# 新宮警察署
新宮警察署（しんぐうけいさつしょ）は、和歌山県警察が管轄する警察署の一つである。識別章所属表示はWS（白浜署も同様）。
三重県との県境付近にあり、生活圏を同じくする三重県南牟婁郡紀宝町から新宮市へ買い物へ行く人が多いことから、2014年（平成26年）より三重県の紀宝警察署と合同で秋の全国交通安全運動に交通事故防止を訴える活動や飲酒検問を実施している。

## 所在地
- 〒647-0081　和歌山県新宮市新宮2330番地の9

## 管轄区域
- 田辺市本宮町
- 新宮市
- 東牟婁郡那智勝浦町、太地町、北山村、古座川町、串本町[3]

## 沿革
- 2005年5月1日：管轄区域の東牟婁郡本宮町が、旧・田辺市ほか1町2村とともに合併し、新・田辺市となり、旧・本宮町の区域も田辺署の管轄に移管されている。
- 2005年10月1日：旧・新宮市と東牟婁郡熊野川町が合併し、新・新宮市となったため、管轄区域市町村数が、1市3町1村から、1市2町1村になった。
- 2017年3月6日：庁舎を新宮市緑ヶ丘から同市新宮2330番地の9（国道42号広角南交差点から東に約100m）に移転した。
- 2018年4月1日：田辺市本宮町（旧・東牟婁郡本宮町）の管轄を田辺署から移管された。
- 2021年4月1日：「警察署の名称、位置及び管轄区域に関する条例」の一部を改正する条例により串本警察署を併合し古座川町・串本町を管轄区域市町村に。旧串本警察署庁舎を新宮警察署串本分庁舎とした。

## 組織
- 警務課
- 会計課
- 生活安全刑事課
- 地域課
- 交通課
- 警備課

## 分庁舎
（ ）の中は所在地

### 串本町
- 串本分庁舎（東牟婁郡串本町串本2114番地）

## 幹部交番・分庁舎
（ ）の中は所在地

### 田辺市
- 本宮幹部交番（田辺市本宮町本宮260番地の1）

### 那智勝浦町
- 勝浦幹部交番（東牟婁郡那智勝浦町大字天満1418番地2）

## 交番

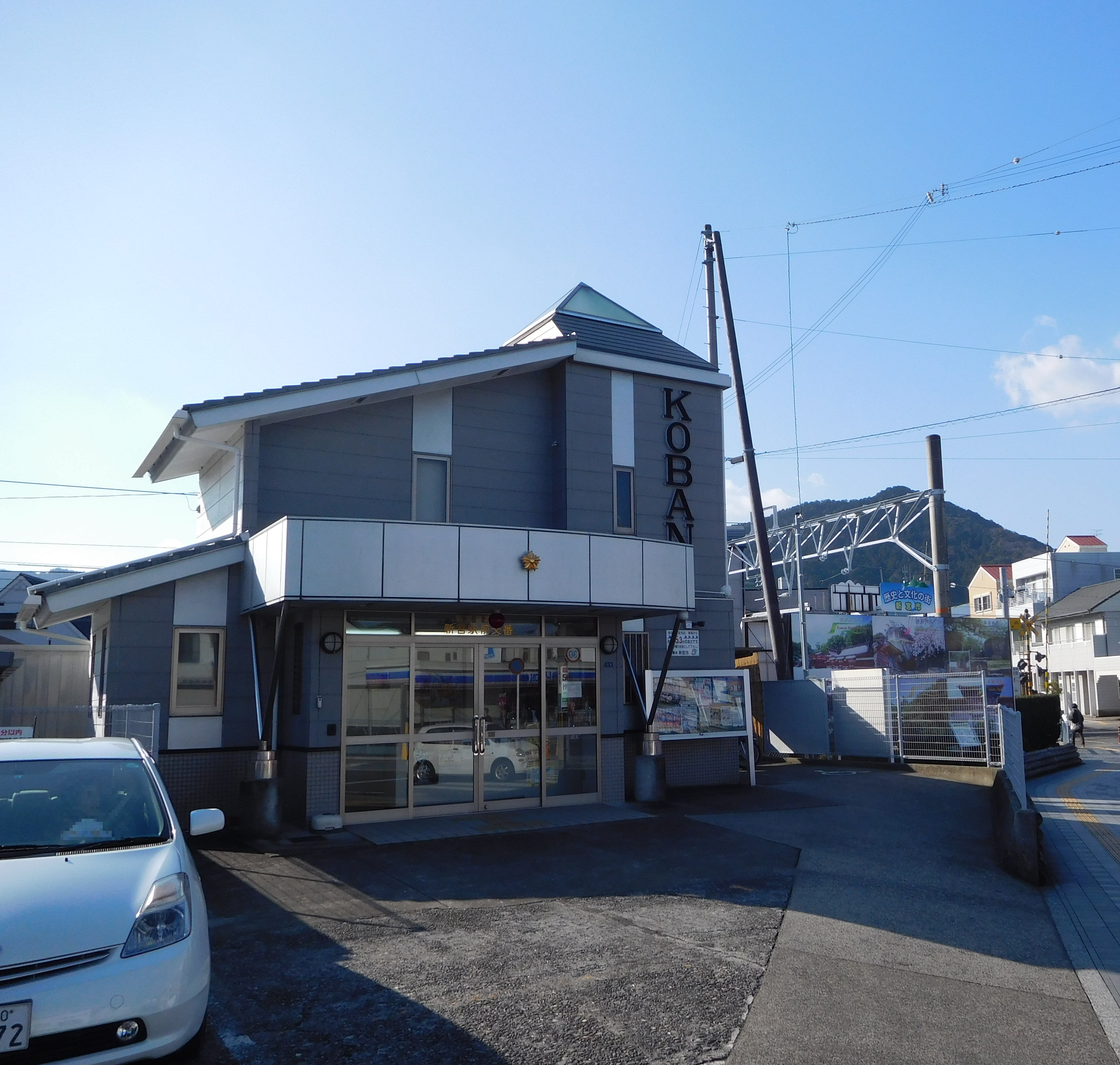
新宮駅前交番

（ ）の中は所在地

### 新宮市
- 大橋交番（新宮市大橋通四丁目2番地2）
- 新宮駅前交番（新宮市徐福二丁目1番3号）
- 三輪崎交番（新宮市三輪崎三丁目10番1号）

### 串本町
- 古座交番（東牟婁郡串本町西向854番地3）

## 警察官駐在所
（ ）の中は所在地

### 田辺市
- 湯峰警察官駐在所（田辺市本宮町渡瀬861番地の2）
- 伏拝警察官駐在所（田辺市本宮町伏拝1000番地の1）
- 請川警察官駐在所（田辺市本宮町請川311番地）

### 新宮市
- 日足警察官駐在所（新宮市熊野川町日足358番地の1）

### 那智勝浦町
- 宇久井警察官駐在所（東牟婁郡那智勝浦町大字宇久井89番地7）
- 井関警察官駐在所（東牟婁郡那智勝浦町大字井関918番地2）
- 下里警察官駐在所（東牟婁郡那智勝浦町大字下里437番地1）

### 太地町
- 太地警察官駐在所（東牟婁郡太地町大字太地3900番地の1）

### 北山村
- 北山警察官駐在所（東牟婁郡北山村大沼58番地の1）

### 串本町
- 大島警察官駐在所（東牟婁郡串本町大島8番地)
- 潮岬警察官駐在所（東牟婁郡串本町潮岬2452番地6）
- 田並警察官駐在所（東牟婁郡串本町田並756番地）
- 和深警察官駐在所（東牟婁郡串本町和深903番地17）

### 古座川町
- 高池警察官駐在所（東牟婁郡古座川町高池871番地1）
- 佐田警察官駐在所（東牟婁郡古座川町佐田638番地1）

## 警察官連絡所
- 広角警察官連絡所（新宮市新宮）

## 臨時施設
- 太地町臨時交番（東牟婁郡太地町太地） - 反捕鯨団体などへの対策としてイルカ漁の季節（9月 - 2月）に合わせて2011年（平成23年）から毎年設置される[4]。